# 20 ق هـ
20 ق هـ هي السنة العشرون السابقة للهجرة النبوية، وهي توافق ما بين سنتي 602 و603 حسب التقويم الميلادي، أي أنها بدأت في سنة 602م وانتهت في سنة 603م.

## مواليد
- حريث بن محفض التميمي شاعر مخضرم.
- أبو ليلى بن فدكي من قادة المسلمين في فتوح العراق.